# Inigo Jones
Inigo Jones (15. juli 1573 – 21. juni 1652) var en engelsk arkitekt, maler og teaterdekoratør. Han regnes for én af de første engelske betydningsfulde arkitekter og han var blandt de første englændere, der studerede arkitektur i Italien. Han revolutionerede englændernes forestillinger om, hvordan en bygning skal se ud, ved at indføre den italienske Palladio-stil i det engelske gadebillede. Til hans kendeste bygningsværker hører The Banqueting Hall (1619-1622) i Whitehall, London, St. James' Palace (1623-1627) og Queen's House ved Greenwich Palace, der stod færdigt i 1635.